# Bethesda Softworks
Bethesda Softworks és una empresa nord-americana dedicada a la distribució i desenvolupament de videojocs, filial de ZeniMax Media.
Va ser fundada el 1986 i actualment té la seva seu a Rockville, Maryland. És coneguda pels seus videojocs d'esports, d'acció i de rol. Alguns dels seus treballs més coneguts són els videojocs de la sèrie The Elder Scrolls, a més d'altres com a DOOM, Fallout i Wolfenstein.
El 2020, Microsoft va anunciar un acord per adquirir el holding ZeniMax Media per 7.5 mil milions de dòlars, que es va tancar el 9 de març de 2021. El tracte inclou tots els estudis i IP's que posseeix la companyia. Aquell mateix dia es va anunciar la incorporació de tots els jocs actuals i futurs de Bethesda i els seus estudis al servei de jocs Xbox Game Pass, incloent-hi la disponibilitat dels jocs futurs des del dia 1 del seu llançament.

## Història
Des de fa dues dècades, Bethesda Softworks ha estat una companyia desenvolupadora i distribuïdora de continguts per a l'entreteniment interactiu, principalment videojocs per a consoles i ordinadors. Va ser fundada el 1986 per Christopher Weaver a Bethesda (Maryland), i la seva seu va ser posteriorment desplaçada a Rockville (Maryland) el 1990. El 1999, Weaver, juntament amb el seu soci Robert Altman, va fundar ZeniMax Media, quedant Bethesda com a filial d'aquesta empresa.
Bethesda va ser reconeguda des de la seva creació pel desenvolupament del primer videojoc d'esports basat en un motor de físiques, Gridiron!, el 1986 per a Atari ST, Commodore Amiga i Commodore 64/128. Els seus primers treballs van ser ben rebuts per part de la premsa especialitzada; per exemple, en diverses anàlisis del videojoc Wayne Gretzky Hockey, se'l cataloga com «un joc excel·lent» o, en el cas de l'anàlisi d'Amiga Computing, «la simulació esportiva més precisa i divertida que he tingut el plaer de jugar».
L'empresa és molt coneguda per crear la sèrie de videojocs de rol The Elder Scrolls, d'acord el treball original de Julian Lefay. El primer capítol de la sèrie, anomenat The Elder Scrolls: Arena, va ser llançat el 1994. A partir d'aquell moment, gràcies a l'èxit aconseguit, es van publicar nombrosos videojocs relacionats. Les seqüeles directes, Daggerfall, Morrowind, Oblivion, y Skyrim van ser publicades el 1996, 2002, 2006 i 2011, respectivament. A més, la sèrie ha tingut diversos spin-offs relacionats: An Elder Scrolls Legend: Battlespire el 1997, The Elder Scrolls Adventures: Redguard el 1998 i The Elder Scrolls Travels: Shadowkey el 2004. L'estudi també és conegut per publicar títols basats en franquícies populars de pel·lícules, com The Terminator, Star Trek, Pirates del Carib o Mad Max.
El 2004, Bethesda Softworks va adquirir la sèrie de videojocs de rol Fallout, propietat fins al moment d'Interplay Productions, traspassant el desenvolupament de Fallout 3 a l'estudi intern Bethesda Game Studios. El videojoc va ser finalment llançat el 28 d'octubre de 2008. A l'any següent des del seu llançament, van ser publicades cinc expansions de contingut per a aquest videojoc: Operation: Anchorage, The Pitt, Broken Steel, Point Lookout i Mothership Zeta. El 24 de juny de 2009, ZeniMax Media, empresa matriu de Bethesda, va adquirir l'estudi de desenvolupament id Software, els títols del qual, incloent-hi Rage, serien publicats per Bethesda Softworks a partir d'aquell moment.
Actualment Bethesda continua ampliant la seva branca de distribució amb noves franquícies. El 2009, Bethesda va llançar Wet i Rogue Warrior, i el 2010 el següent lliurament de la sèrie Fallout, Fallout: New Vegas, desenvolupat per Obsidian Entertainment. El maig del 2011, l'empresa va distribuir dos nous títols, Brink, desenvolupat per Splash Damage, i Hunted: The Demon's Forge, un videojoc d'acció i fantasia desenvolupat per inXile Entertainment.
Microsoft va anunciar el 21 de setembre de 2020 que havia acordat adquirir ZeniMax per 7,5 mil milions de dòlars, i que l'acord es tancaria a la segona meitat de 2021.

## Videojocs
- Wayne Gretzky Hockey (1988–1992)
- Terminator, saga (1990–1996)
- The Elder Scrolls, saga (1994–preset)
- Symbiocom (1998)
- Zero Critical (1998)
- IHRA Drag Racing, saga (2000–2006)
- Pirates of the Caribbean, saga (2003–2006)
- Call of Cthulhu: Dark Corners of the Earth (2005)
- Star Trek, saga (2006–2007)
- Fallout, saga (2008–preset)
- Wet (2009)
- Rogue Warrior (2009)
- Rage, saga (2010–2019)
- Brink (2011)
- Hunted: The Demon's Forge (2011)
- Dishonored, saga (2012–2017)
- Doom, saga (2012–preset)
- Wolfenstein, saga (2014–preset)
- The Evil Within, saga (2014–2017)
- Prey (2017)
- Deathloop (2021)
- Ghostwire: Tokyo (2022)
- Hi-Fi Rush (2023)
- Redfall (2023)
- Starfield (2023)